# 香雞排

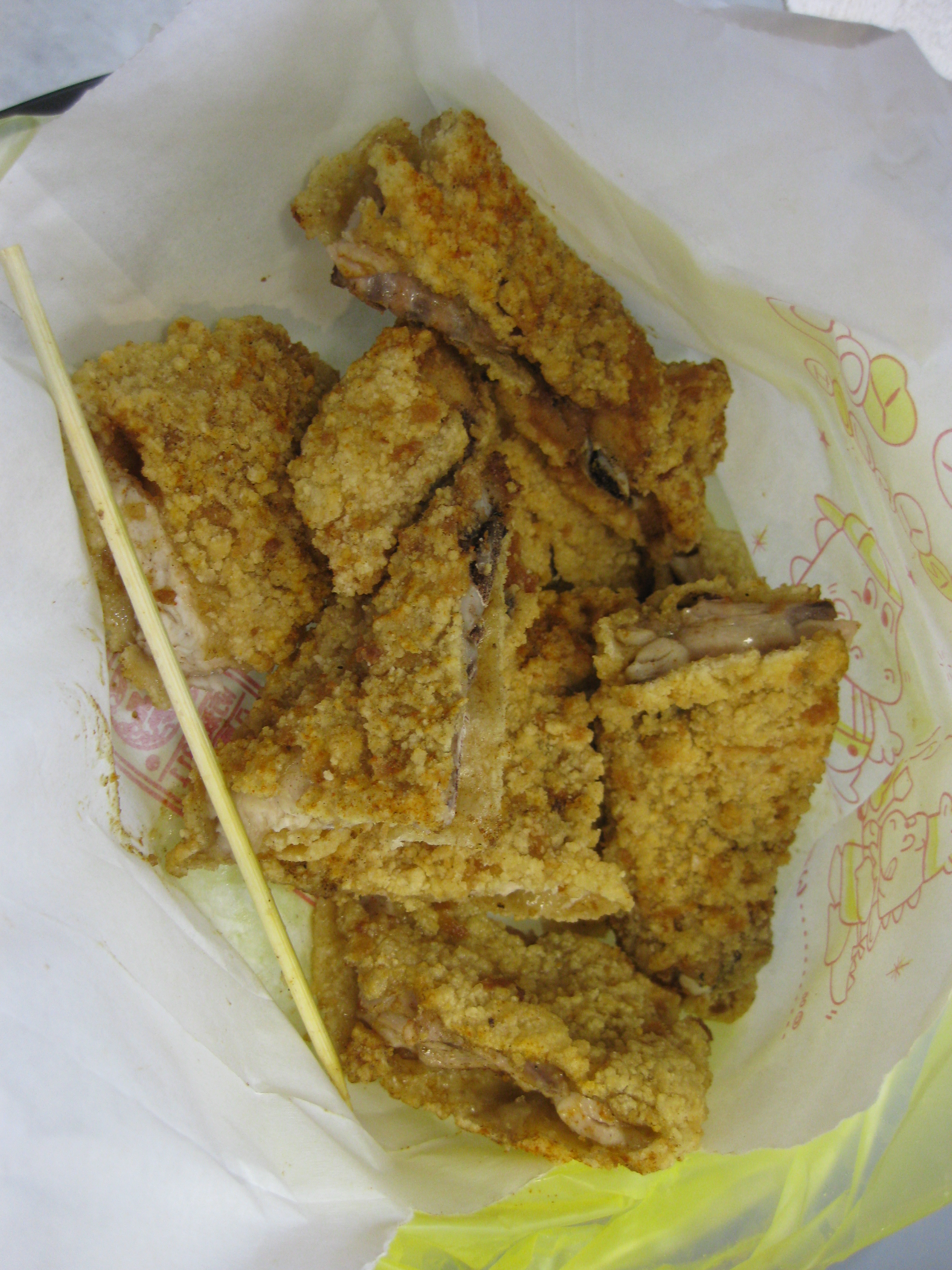
一份防油紙袋裝的香雞排

香雞排，簡稱雞排，是台灣常見的國民小吃，為炸雞的一種，通常的做法是先以醬料醃漬雞胸肉入味，再以麵包粉、麵粉漿或地瓜粉裹覆雞胸肉下鍋油炸，起鍋後再灑上胡椒鹽而成，絕大多數是將雞排放入防油紙袋內食用，有的放入前會先切開。

## 歷史
雖然類似做法的小吃，例如鹽酥雞以及其他肉食炸物，早已存在許久，然而炸雞排在台灣還算比較新的小吃，一般認為大約是在1990年代末才自市面上出現，台灣農委會畜牧處在其2006台灣黃金雞排嘉年華系列活動的新闻資料中，提到：「经农委会与黄金鸡排特搜小组追根溯源，找到黄金鸡排的开山始祖－郑姑妈鸡排的郑光荣先生」。
香雞排因為其特殊食用型態及多變化的口感，突破了以往肉食小吃的侷限，所以炸雞排已非單純的肉食炸物，為台灣最普遍的小吃之一。
雖然炸雞排的歷史不長，但隨著時間的演進及市場的競爭，早已不斷地推陳出新，衍生出許多不同的種類，口味方面從早期單純地以灑上辣椒粉的多寡來區分大、中、小辣的辣味雞排，慢慢變化出改以灑上五香粉、海苔粉、芥茉粉、蔥粉等粉狀調味料的雞排，以蜜汁醃漬或塗抹而成的蜜汁雞排，包覆起士內餡的起士雞排（或稱日式雞排）；調理方法也出現了迥異於傳統油炸的碳烤雞排、焗烤雞排；也有強調尺寸的超大雞排、或有強調厚度為主、或改採雞腿肉的雞腿排、用科學麵來取代傳統麵衣的科學麵雞排等。
以及從原本一鍋到底的油炸方式，衍生出利用高低溫兩個油炸鍋的方式，來改善口感。先用高溫油炸來封住雞排的肉汁，再用低溫油炸使其熟透。這樣比較沒有一鍋到底的缺點，不是炸不熟，就是炸過頭，沒有肉汁，乾乾的難以入口。故一鍋到底的炸雞排，常變成麵皮超厚，雞排肉超薄，或是油炸時頻繁取出，把麵皮挖開看是否熟透。

## 料理方式
通常的做法是先以醬料醃漬雞胸肉入味，再以麵包粉或地瓜粉裹覆雞胸肉下鍋油炸，起鍋後再灑上胡椒鹽而成，絕大多數是將雞排放入防油紙袋內食用。

## 文化
在台灣，若某人要針對某重大事件打賭，則常以向公眾免費發放雞排作為賭注，在選舉或其他事件中都出現過這種情況。中國文化大學教授鈕則勳分析指出，賭雞排其實是台灣近幾年在選舉過程顯著又特殊的現象，他認為，雞排是台灣夜市都會有的平民美食，而且賭雞排要比賭上一碗又一碗的牛肉麵簡單。